# José Caballero y Villarroel
José Caballero y Villarroel (1842-1887) fue un pintor español.

## Biografía
Nacido en la localidad pacense de Barcarrota el 17 de septiembre de 1842, fue discípulo en Badajoz de José Gutiérrez de la Vega, hasta que trasladado a Madrid a la edad de veintidós años, pensionado por un particular, prosiguió sus trabajos en la Escuela especial de pintura. En la Exposición Nacional de Bellas Artes de 1866 presentó tres bodegones (bocetos) de su mano, siendo autor también de numerosas copias hechas en el Real Museo, y de los retratos de su padre y de José Rongel. A finales de 1867 fue pensionado por la Diputación Provincial de Badajoz para que continuara su carrera en Madrid, desde donde remitió una copia del Testamento de Isabel la Católica, de Rosales, y un lienzo original representando La visita hecha por Carlos V a Hernán Cortés, hospedado en 1528 en casa del duque de Béjar. Fueron también de su mano un cuadro representando a san Pablo, y varios de caza y bodegones que presentó en la Exposición Nacional de Bellas Artes de 1871. Falleció en 1887.